# Marina Comas
Pour les articles homonymes, voir Comas (homonymie).
Marina Comas Oller, née le 1er septembre 1996 à Santa Maria de Besora (province de Barcelone), est une actrice espagnole.

## Filmographie partielle

### Au cinéma
- 2010 : Pa negre (Pain noir) : Núria
- 2012 : Els nens salvatges : Oki
- 2018 : 10 trets : Elisenda Valls

## Récompenses et distinctions
- 2011 : prix Gaudí de la meilleure actrice dans un second rôle pour Pa negre (Pain noir, 2010).[Quand ?]
- 2011 : prix Goya du meilleur espoir féminin pour son rôle dans Pa negre
- 2013 : prix Turia du meilleur espoir féminin pour son rôle dans Els nens salvatges (2012)